# Liviu Macoveanu
Liviu Macoveanu (n. 24 martie 1922, București - 22 decembrie 1997, București) a fost un inginer și scriitor român.

## Biografie
În 1948 a obținut diploma de inginer chimist la Facultatea de Chimie din cadrul Politehnica București. S-a specializat și în electronică ca autodidact.
Din 1938 a publicat numeroase articole tehnice, multe traduse în Bulgaria, URSS, RDG, SUA.
Prima lucrare științifico-fantastică a fost nuvela Stăpînul insectelor care a câștigat premiul III pe țară la concursul organizat de revista Știință și Tehnică. Au urmat 1 Gigant 1 cu Romulus Vulpescu în CPSF 185 din 01-08-1962 și „Castelul cu stafii” în CPSF 254. Povestirea „1 Gigant 1” a fost republicată ca „Gigant 1” în antologia Întîlnirile viitorului (Editura Tineretului, 1963).
A publicat peste 150 de scenete cu subiecte științifice pentru televiziune și radio.

## Lucrări scrise (selecție)
- Aparate de Emisie și recepție de Unde Scurte și Ultrascurte, Editura Tehnică, 1958[1]
- Îndreptar radio,  Editura Tehnică, 1960[6]
- Construiți și reparați singuri, Editura Albatros, Colecția Cristal, 1973[7]
- Prietenul meu, electronul, Editura Ion Creangă, 1975[8]
- În Colecția ABC (Editura Ion Creangă): Locomotive românești  (1973), Automobilul (1975), Energia atomică (1976), Tele...cuvîntul magic (1977), Puterea aburului (1979)

## Legături externe
- Liviu Macoveanu la goodreads.com

## Vezi și
- Listă de scriitori români de literatură științifico-fantastică